# Periacma platygnatha
Periacma platygnatha (лат.) — вид молевидных бабочек рода Periacma из семейства Autostichidae. Китай (провинция Хайнань). Специфический эпитет образован от латинизированных греческих слов platy- и gnathus, обозначающих крупный гнатоса гениталий.

## Описание
Размах крыльев 12 ‒ 14 мм. Основная окраска желтовато-коричневая и чёрная. Грудь жёлтая, продольно с густыми чёрными чешуйками посередине; тегула жёлтая, с несколькими чёрными чешуйками. Переднее крыло оранжево-жёлтое, с разбросанными чёрными чешуйками; чёрное пятно у основания костального края; чёрная крапинка от основания спинки косо наружу до базальной 1/5 крыла над складкой, затем тянется вниз и вдоль складки до спинки; дискальное пятно чёрное, косое; постмедиальная фасция чёрная, равномерно широкая от костальной 3/5 до торнуса; вершинная фасция чёрная, сужена вдоль темени, не достигая торнуса; бахромка жёлтая, смешанная с несколькими чёрными чешуйками вдоль термитника. Задние крылья и бахрома серые. Ноги жёлтые, кроме трёх дистальных тарзомеров передних и средних лапок, чёрные; на дорсальной поверхности передние лапки с густыми чёрными чешуйками на бедре, с редкими чёрными чешуйками на голенях, средние лапки чёрные у основания голеней, голени чёрные у середины первого тарзомера и у основания второго тарзомера. Новый вид можно отличить от сородичей по гнатосу с лунообразной вентральной пластинкой, саккулюсу с дистальной 1/3, переходящей в шиповидный отросток с вентральным зубцом, и эдеагусу со скоплением мелких шипов у вершины.